# Thérèse Liotard
Thérèse Liotard (Lilla, 6 maggio 1949) è un'attrice francese.

## Biografia
È nota per il suo ruolo nel film La gloria di mio padre (1990) di Yves Robert, tratto dal romanzo autobiografico di Marcel Pagnol. È nota alla televisione britannica per la sua apparizione nella serie della BBC L'asso della Manica (Bergerac).
Ha fatto il suo debutto nella televisione francese come presentatrice dell'ORTF nel 1970.
Nel film Death Watch (1980), il suo dialogo inglese fu doppiato da Julie Christie.
Ha vinto il premio César per la migliore attrice non protagonista nel 1991.

## Filmografia

### Cinema
- Una vita bruciata (La Jeune fille assassinée), regia di Roger Vadim (1974)
- L'affare della Sezione Speciale (Section spéciale), regia di Costa Gavras (1975)
- L'une chante, l'autre pas, regia di Agnès Varda (1977)
- La morte in diretta (La Mort en direct), regia di Bertrand Tavernier (1980)
- Un ragazzo di Calabria, regia di Luigi Comencini (1987)
- Qualche giorno con me (Quelques jours avec moi), regia di Claude Sautet (1988)
- La gloria di mio padre (La Gloire de mon père), regia di Yves Robert (1990)
- Pas de scandale, regia di Benoît Jacquot (1999)

### Televisione
- I compagni di Eleusis (Les Compagnons d'Eleusis) - serie TV (1975)
- L'asso della Manica (Bergerac) - serie TV, 9 episodi (1981-1991)
- Commissario Navarro (Navarro) - serie TV, 1 episodio (1989-2007)